# Miriam Neureuther
Miriam Neureuther, geboren Gössner, (Garmisch-Partenkirchen, 21 juni 1990) is een voormalige Duitse biatlete en langlaufster. Ze vertegenwoordigde haar vaderland op de Olympische Winterspelen 2010 in Vancouver.

## Carrière
Gössner maakte haar debuut op het hoogste niveau tijdens de wereldkampioenschappen langlaufen 2009 in Liberec, Tsjechië met een twintigste plaats op de sprint, samen met Katrin Zeller, Evi Sachenbacher-Stehle en Claudia Nystad veroverde ze de zilveren medaille op de 4x5 kilometer estafette. Vlak na het WK maakte de Duitse met een zestiende plaats, in het Finse Lahti, haar debuut in de wereldbeker. Op 2 december 2009 maakte Gössner in Östersund haar debuut in de wereldbeker biatlon. Tijdens de Olympische Winterspelen van 2010 in Vancouver eindigde ze als eenentwintigste op de 10 kilometer vrije stijl, op de 4x5 kilometer estafette sleepte ze samen met Claudia Nystad, Evi Sachenbacher-Stehle en Katrin Zeller de zilveren medaille in de wacht.
Een jaar na haar debuut, op 1 december 2010, scoorde ze in Östersund haar eerste wereldbekerpunten, twee dagen later stond de Duitse voor de eerste maal in haar carrière op het podium van een wereldbekerwedstrijd. Op de wereldkampioenschappen biatlon 2011 in Chanty-Mansiejsk eindigde Gössner als negende op de 7,5 kilometer sprint en als zevende op de 10 kilometer achtervolging. Samen met Andrea Henkel, Tina Bachmann en Magdalena Neuner werd ze wereldkampioene op de estafette. In Ruhpolding nam ze deel aan de wereldkampioenschappen biatlon 2012, op dit toernooi was haar beste individuele resultaat de 36e plaats op de 20 kilometer individueel. Op de estafette prolongeerde ze samen met Tina Bachmann, Magdalena Neuner en Andrea Henkel de wereldtitel. Op 15 december 2012 boekte Gössner in Pokljuka haar eerste wereldbekerzege.

## Privé
Miriam Neureuther woont in Garmisch-Partenkirchen, het dorp waar ze geboren en getogen is. Haar vader is berggids en skileraar; haar moeder, een geboren Noorse, werkt in de horeca. Haar jongere zus Christina Gössner was tot 2012 actief in het alpineskiën en startte in selectie van de Bayerischen Skiverbandes. Daarnaast bezit ze naast het Duitse staatsburgerschap ook het Noorse staatsburgerschap.
Neureuther had van 2008 tot 2011 een relatie met biatleet Simon Schempp. Sinds de zomer van 2013 heeft ze een relatie met de alpineskiër Felix Neureuther. Op 14 oktober 2017 kreeg ze samen met Felix Neureuther een dochter en sinds december 2017 zijn ze getrouwd.
In 2014 poseerde Neureuther naakt in de maart-uitgave van het mannenblad Playboy.

## Resultaten

### Langlaufen

#### Olympische Spelen
| Jaar | Plaats    | Resultaten                               |
| ---- | --------- | ---------------------------------------- |
| 2010 | Vancouver | 21e 10 km vrije stijl · 4x5 km estafette |

#### Wereldkampioenschappen
| Jaar | Plaats  | Resultaten                                  |
| ---- | ------- | ------------------------------------------- |
| 2009 | Liberec | 20e Sprint (vrije stijl) · 4x5 km estafette |

#### Wereldbeker
Eindklasseringen
| Seizoen   | Algm | DI  | SP  |
| --------- | ---- | --- | --- |
| 2008/2009 | 77e  | 86e | 58e |
| 2009/2010 | 52e  | 39e | 47e |

### Biatlon

#### Wereldkampioenschappen
| Jaar | Plaats           | Resultaten                                                                               |
| ---- | ---------------- | ---------------------------------------------------------------------------------------- |
| 2011 | Chanty-Mansiejsk | 9e 7,5 km sprint · 7e 10 km achtervolging · 14e 12,5 km massastart · 4x7,5 km estafette  |
| 2012 | Ruhpolding       | 36e 20 km individueel · 37e 7,5 km sprint · 22e 10 km achtervolging · 4x7,5 km estafette |

#### Wereldbeker
Eindklasseringen
| Seizoen   | Algemeen | Individueel | Sprint | Achtervolging | Massastart |
| --------- | -------- | ----------- | ------ | ------------- | ---------- |
| 2010/2011 | 14e      | 64e         | 9e     | 9e            | 16e        |
| 2011/2012 | 27e      | 61e         | 20e    | 20e           | 32e        |
| 2012/2013 | 9e       | 24e         | Brons  | 13e           | 8e         |
| 2014/2015 | 70e      | -           | 64e    | 65e           | -          |
| 2015/2016 | 23e      | 57e         | 12e    | 33e           | 23e        |
| 2016/2017 | 56e      | -           | 46e    | 54e           | -          |

Wereldbekerzeges
| Nr.         | Datum            | Plaats                | Onderdeel           |
| Individueel | Individueel      | Individueel           | Individueel         |
| ----------- | ---------------- | --------------------- | ------------------- |
| 1.          | 15 december 2012 | Pokljuka              | 10 km achtervolging |
| 2.          | 5 januari 2013   | Oberhof               | 7,5 km sprint       |
| 3.          | 11 januari 2013  | Ruhpolding            | 7,5 km sprint       |
| Estafettes  |                  |                       |                     |
| 1.          | 13 maart 2011    | Chanty-Mansiejsk (WK) | 4x6 km estafette    |
| 2.          | 10 maart 2012    | Ruhpolding (WK)       | 4x6 km estafette    |
| 3.          | 20 januari 2013  | Antholz               | 4x6 km estafette    |
| 4.          | 10 maart 2013    | Sotsji                | 4x6 km estafette    |